# Кругосветное путешествие Чарлза Дарвина
Кругосветное путешествие Чарлза Дарвина — кругосветное путешествие Чарлза Роберта Дарвина на корабле «Бигль» в 1831—1836 годах, благодаря которому учёный основал эволюционное учение, поставив биологию на достаточно прочную научную основу. Наряду с известными научными экспедициями XIX века это путешествие под командованием капитана Роберта Фицроя занимает одно из видных мест. В истории географических открытий оно оставило след работой по съёмке местности для нанесения на карту точных береговых очертаний южной части Южной Америки и течения реки Санта-Крус. Однако всемирную славу «Бигля» связывают именно с Чарлзом Дарвином.

## Предпосылки путешествия
Задачи, поставленные Британским Адмиралтейством в официальных документах, Дарвин сформулировал в своём «Дневнике исследователя».
Первой задачей была детальная съёмка восточных и западных берегов Южной Америки и прилегающих островов. На основе этой съёмки экспедиция должна была составить точные морские карты, которые бы облегчили плавания кораблей в этих водах. Из пяти лет плавания «Бигля» бо́льшая часть времени была потрачена именно на эти исследования. Корабль находился у восточных и западных берегов Южной Америки 3,5 года — с 28 февраля 1832 до 7 сентября 1835 года. Капитан Фицрой доставил в Адмиралтейство более 80 карт разных частей побережья и островов, 80 планов бухт и гаваней с указанием всех якорных остановок и 40 рисунков-пейзажей посещённых мест.
Вторая задача заключалась в создании цепи хронометрических измерений в последовательном ряде точек вокруг земного шара для точного определения меридианов этих точек. Именно для выполнения этой задачи «Бигль» и должен был совершить кругосветное путешествие: убедиться в правильности хронометрического определения долготы можно при условии, что определение по хронометру долготы любой исходной точки совпадает с такими же определениями долготы этой точки, которое проводилось по возвращении к ней после пересечения земного шара.
Эти задачи открыто свидетельствуют об истинных целях, которые ставило британское правительство, снаряжая дорогостоящую экспедицию. «Владычица морей», которая потеряла североамериканские колонии, направила свои устремления на Южную Америку. Продолжая старую борьбу с некогда могучей Испанией, Великобритания в первой трети XIX века решила использовать внутренние исследования в латиноамериканских республиках, которые недавно объявили себя независимыми.

## Подготовка к путешествию

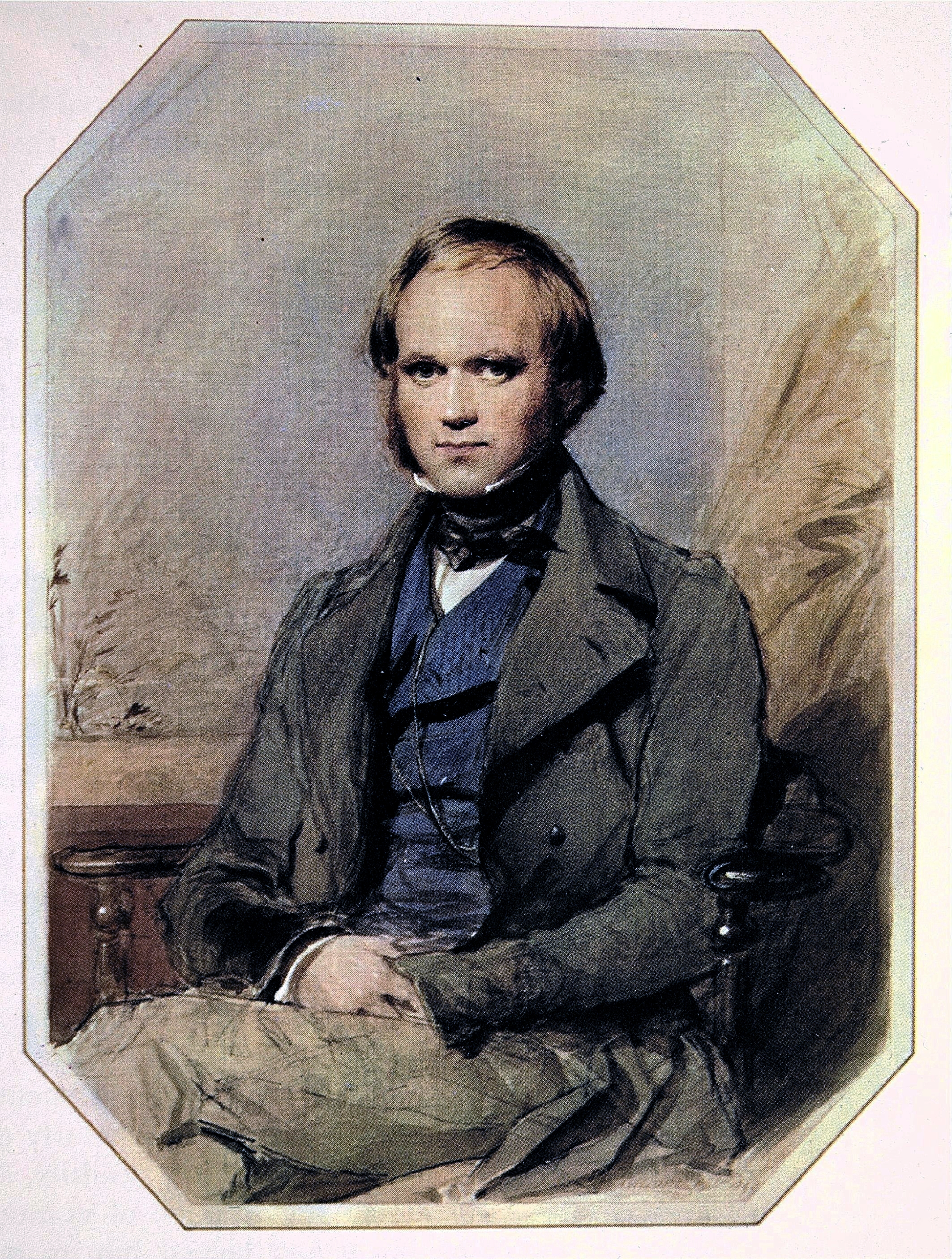
Чарльз Дарвин. Портрет работы Джорджа Ричмонда, 1830-е годы

К началу путешествия Чарльзу Дарвину было 23 года, он был достаточно подготовленным, любознательным и энергичным естествоиспытателем, а после путешествия вернулся уже учёным, который стоял на пороге открытия главных закономерностей развития жизни на Земле.

Принять участие в путешествии Дарвину предложил профессор Генслоу в связи с тем, что астроном из Кембриджского университета профессор Джордж Пикок, к которому обратились с просьбой рекомендовать натуралиста на «Бигль», не смог найти нужного человека и просил помочь. В письме к Дарвину от 24 августа 1831 года Генсло писал: 
Я заявил, что считаю Вас из всех, кого знаю, наиболее подходящим для этой цели. Я утверждаю это не потому, что вижу в Вас законченного натуралиста, а по той причине, что Вы достаточно специализировались в коллекционировании, наблюдении и возможности отмечать всё то, что заслуживает быть отмеченным в естественной истории… Не впадайте через скромность в сомнения или опасения относительно своей неспособности, потому что — уверяю Вас — я убеждён, что Вы именно тот человек, которого они ищут.
Дарвин прибыл в Лондон для переговоров с Фицроем. Некоторое время капитан не давал ему ответа о своём согласии на его кандидатуру. Дарвин узнал, что очень серьёзно рисковал быть отторгнутым из-за формы своего носа. Фицрой, горячий последователь Лафатера, считал себя тонким физиогномистом и «был уверен, что может судить о характере человека по чертам его лица». Он сомневался, имеет ли человек с таким носом, как у Дарвина, достаточно энергии и решимости для осуществления путешествия. В начале сентября Чарльза всё-таки включили в состав экспедиции. Однако ему пришлось самому купить себе всю экипировку, к тому же он не получал заработной платы. Британское правительство, снаряжая экспедицию, не хотело брать на себя никакой заботы о натуралисте, считая не обязательным его присутствие в составе экспедиции. Но на присутствии такого учёного настаивал сам Фицрой.

## Бигль

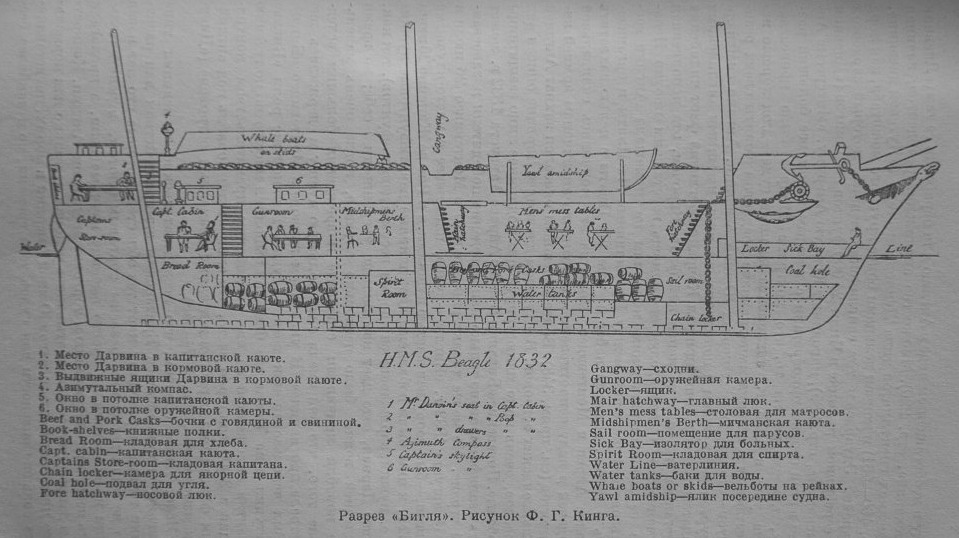
Корабль «Бигль» в продольном разрезе

«Бигль» был хорошо построенным небольшим бригом класса «Чероки» водоизмещением 235 тонн. Оснащён 8 пушками.
До этого путешествия корабль плавал теми же водами в 1826—1830 годах с кораблём «Эдвенчер». В 1825 году «Бигль» был переоборудован в барк для исследовательских целей и принял участие в трёх экспедициях. По окончании экспедиции Чарльза Дарвина он сделал ещё два плавания: в 1837—1841 годы под командованием Джона Викема для гидрографической съёмки северного побережья Австралии и долин рек той местности; в 1841—1843 годы под командованием Джона Стокса для гидрографической съёмки берегов Новой Зеландии. В 1845—1870 годах «Бигль» нёс береговую службу в Саутенде, в устье реки Темзы.

## Состав экспедиции
В состав экспедиции входили:

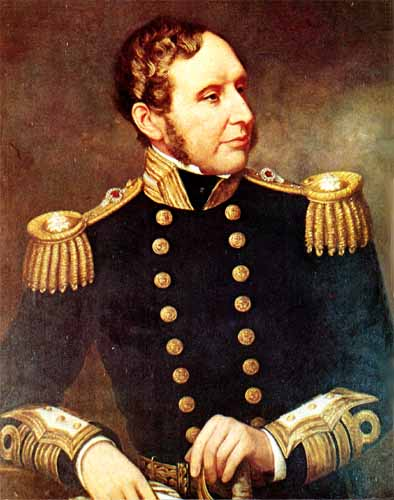
Капитан Роберт Фицрой

- капитан корабля, начальник экспедиции и руководитель съёмок — Роберт Фицрой
- 2 лейтенанта — Джон Викем и Бартоломью Дж. Саливан[англ.]
- помощник руководителя съёмок штурман Джон Стокс
- врач Бенджамин Байн
- команда корабля: 10 офицеров, боцман, 42 матроса и 8 юнг
- натуралист Чарльз Дарвин
- инструментальный мастер Джон Стеббинг, которого пригласил сам капитан и лично выплачивал ему жалованье
- художник и чертёжник А. Эрл, которого в Монтевидео заменил из-за болезни Ч. Мартенс
- миссионер Р. Маттьюс, направлявшийся на Огненную Землю для насаждения христианства среди туземцев
- три туземца с Огненной Земли, вывезенные Фицроем в предыдущую экспедицию

## Путешествие

### Атлантический океан
27 декабря 1831 года «Бигль» вышел из порта города Девонпорт, Великобритания, после того как дважды не мог начать плавание из-за сильных юго-западных ветров. 6 января 1832 года экспедиция прибыла на остров Тенерифе в группе Канарских островов, но высадиться на берег не имела возможности из-за известия об эпидемии холеры среди местных жителей. Постояв на рейде некоторое время, корабль двинулся дальше, и уже 16 января прибыл к острову Сантьягу, что в группе островов Зелёного Мыса, и бросил якорь у города Порто-Прая.

Дарвин провёл обзор острова, описал его геологию и рельеф: 
С моря окрестности Порто-Праи выглядят пустынными. Вулканический огонь прошлых веков и бурный зной тропического солнца сделали почву во многих местах непригодной для растительности. Местность постепенно поднимается плоскими уступами, по которым разбросаны там и сям конические холмы с затупленными вершинами, а на горизонте тянется неправильная цепь более высоких гор…
Натуралист проводил исследование местных птиц и животных. Вместе с двумя офицерами сначала провёл экскурсию в посёлок Рибейра-Гранди в долине Святого Мартина, где они осмотрели развалины крепости и собора и церковь, где были могилы местных губернаторов XV—XVI веков. Позже Дарвин совершил поход к посёлкам Сан-Домингос (в центре острова) и Фуэнтес, где сделал описание местных птиц. На острове Сантьягу Дарвин исследовал пыль, выпадающую утром после тумана, и определил, что она состоит из инфузорий с кремниевыми панцирями и кремниевой растительной ткани. Перед отъездом он провёл наблюдение за местными морскими животными, в частности осьминогами.
8 февраля экспедиция покинула острова и 16 февраля достигла скал Сан-Паулу, где легла в дрейф. Дарвин наблюдал за местными птицами, которые гнездились на скалах, и другими животными. Сделав описание и наблюдения скал, пришёл к мысли, что они образовались благодаря коралловым рифам (это наблюдение дало начало книге «Строение и распределение коралловых рифов»). 17 февраля экспедиция пересекла экватор.

### Бразилия
20 февраля экспедиция прибыла к вулканическому острову Фернанду-ди-Норонья, где Дарвин сделал описание флоры и фауны и исследовал геологию. Через неделю, 28 февраля, они прибыли в город Баия, ныне — город Салвадор в штате Баия, Бразилия. Дарвина очень впечатлила природа окрестных земель. Он осмотрел обширные территории вокруг города, описав геологию и рельеф. В частности им были продолжены начатые Гумбольдтом во время его путешествия в Южную Америку исследования сиенитовых пород, которые были «покрыты чёрным веществом, как до блеска натёртые графитом». Не мог Дарвин не осмотреть местных животных и растений. Провёл наблюдения за рыбой-ежом Diodon antennatus. 18 марта корабль «Бигль» отплыл из Баии, продолжив кругосветное путешествие.

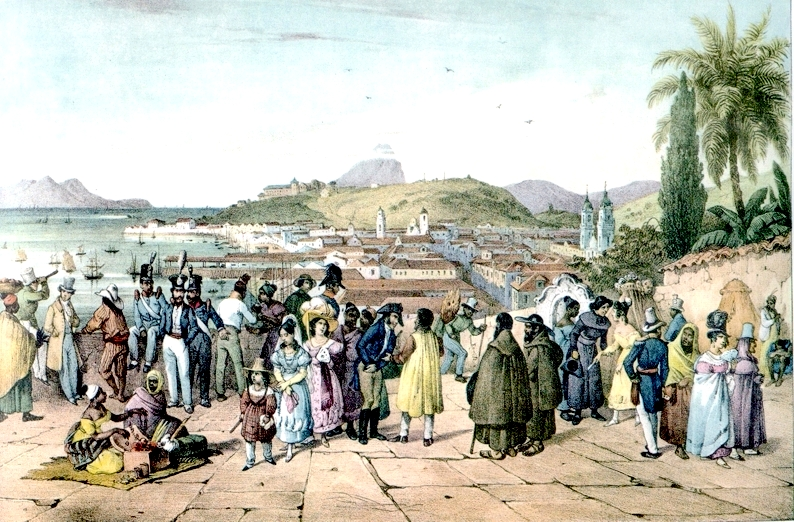
Рио-де-Жанейро в начале XIX века. Рисунок Йоганна Морица Ругендаса

С 27 по 30 марта корабль вёл картографические съёмки возле островов Аброльюс, расположенных у побережья материка. Внимание Дарвина привлекла красноватая морская вода, на поверхности которой было разбросано будто сено. Проведя определённые исследования, он пришёл к мысли, что она имела такой цвет и вид из-за содержания в ней нитчатых зелёных водорослей, которых относили к семейству Confervae. Это явление у моряков называлось «морской стружкой». 4 апреля экспедиция прибыла в город Рио-де-Жанейро, где занялась съёмкой в окрестных водах. Через несколько дней, 8 апреля, Дарвина пригласили посетить поместье одного англичанина, жившего на север от мыса Фриу. Доро́гой учёный осмотрел небольшие озёра-лагуны на берегу океана, в которых он нашёл несколько различных видов моллюсков, как морских, так и пресноводных. 13 апреля группа прибыла в имение Сосего сеньора Мануэла Фигиреда, родственника одного из участников экспедиции. Здесь Дарвин смог собрать небольшую коллекцию лесных насекомых. По возвращении в Рио, 23 апреля, учёный поселился в коттедже на берегу залива Ботафогу, где вёл исследования и наблюдения за окружающей природой. В частности он провёл длительные наблюдения за наземными планариями и доказал, что они не являются кишечными паразитическими червями, как полагал Кювье.
За время пребывания в коттедже на окраине Рио-де-Жанейро Дарвин проводил наблюдения за местными животными: квакшами, насекомыми (в том числе светляками Lampyridae), морскими животными (медузами, нереидами, гидроидными рода Clytia, пиросомами). Несколько раз он совершал небольшие экскурсии по окружающим землям, бывал в местном ботаническом саду, совершил поход в горы Гави, где описывал разных членистоногих: жуков, бабочек, личинок, пауков. 
Покинув Бразилию, Дарвин с облегчением писал: «Слава богу, мне никогда больше не придётся бывать в этой стране рабства», — поскольку это явление вызывало у него возмущение, из-за чего он спорил и с капитаном Фицроем: «Кровь закипает в жилах, и сердце сжимается при мысли о том, какая огромная вина за это — и в прошлом и в настоящее время — лежит на нас, англичанах, и потомках наших, американцах, с их хвастливыми криками о свободе».

### Уругвай

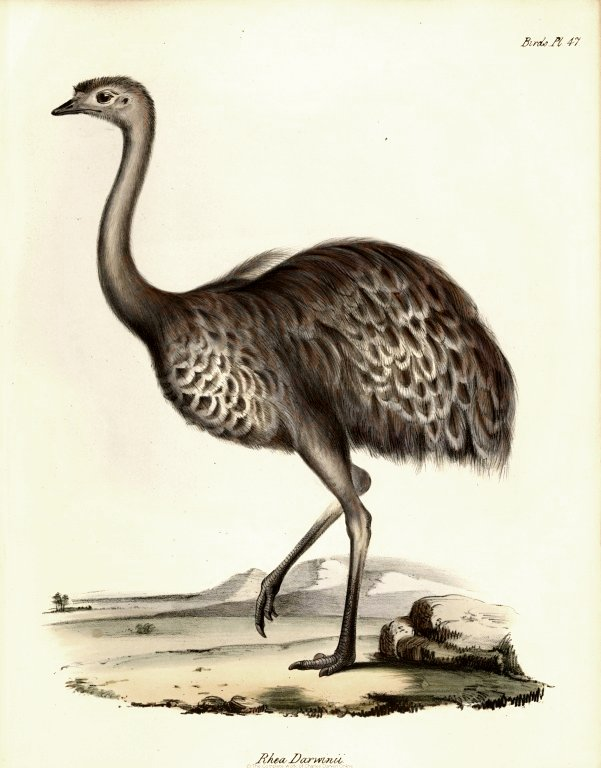
Нанду Дарвина (Pterocnemia pennata)

5 июля 1832 года корабль вышел из гавани Рио-де-Жанейро и направился на юг, к Ла-Плате. 26 июля «Бигль» бросил якорь в порту Монтевидео, столице Уругвая. Следующие два года экспедиция вела картографическую съёмку у восточных и южных берегов Южной Америки к югу от Ла-Платы. Первые 10 недель Дарвин жил в Мальдонадо, что к востоку от Монтевидео. За это время собрал большую коллекцию млекопитающих, птиц (80 видов) и пресмыкающихся (в том числе 9 видов змей). Учёный проводил ряд экскурсий по окрестностям: к реке Поланко, что на 70 миль к северу, в посёлок Лас-Минас, в гористую местность Сьерра-де-лас-Анимас и посёлок Пан-де-Асукар. Натуралист описывал и исследовал различных животных, в частности нанду Дарвина, дельфинов, названных в честь капитана «Бигля» Delphinus fitzroyi, оленей Cervus campestris, множество грызунов (в частности крупнейшего современного грызуна — капибару). После визита в Уругвай вся экспедиция на «Бигле» отплыла на юг к архипелагу Огненная Земля.

### Огненная Земля

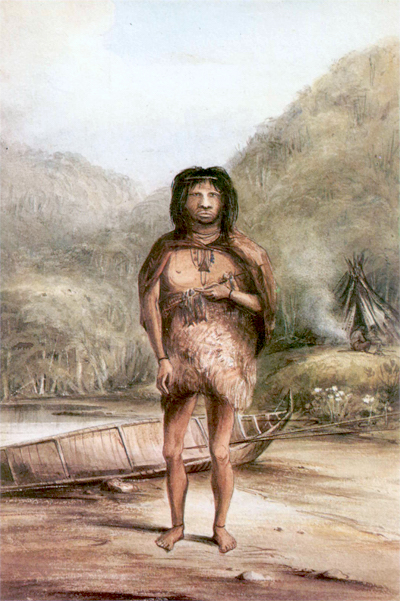
Огнеземелец. Картина Конрада Мартенса

17 декабря 1832 года экспедиция достигла Огненной Земли. Обогнув мыс Сан-Диего, корабль вышел в пролив Лемера и бросил якорь в бухте Доброго Успеха. Членов экспедиции встретили туземцы — огнеземельцы. На борту корабля были также огнеземельцы, которых капитан Фицрой взял в предыдущем плавании в 1826—1830 годах на кораблях «Эдвенчер» и «Бигль», а теперь хотел вернуть на родину. Со следующего дня Дарвин начал осмотр острова, описал его, исследовал буковые леса. 21 декабря «Бигль» снялся с якоря и, проплыв мимо островов Барневельт и мыса Обмана, достиг мыса Горн. Из-за непогоды экспедиция пробыла здесь 6 дней и только 30 декабря двинулась на запад. Из-за сильных штормов добраться до островов было сложно, поэтому 15 января 1833 года капитан покинул корабль и 24 января на 4 шлюпках смог добраться до Огненной Земли. Возвращение к «Биглю» состоялось через пролив, названный позднее именем корабля, заодно была проведена съёмка местности. За всё время пребывания на островах Дарвин выполнил ряд интересных для науки наблюдений за огнеземельцами, описал их внешность, поведение и историю.

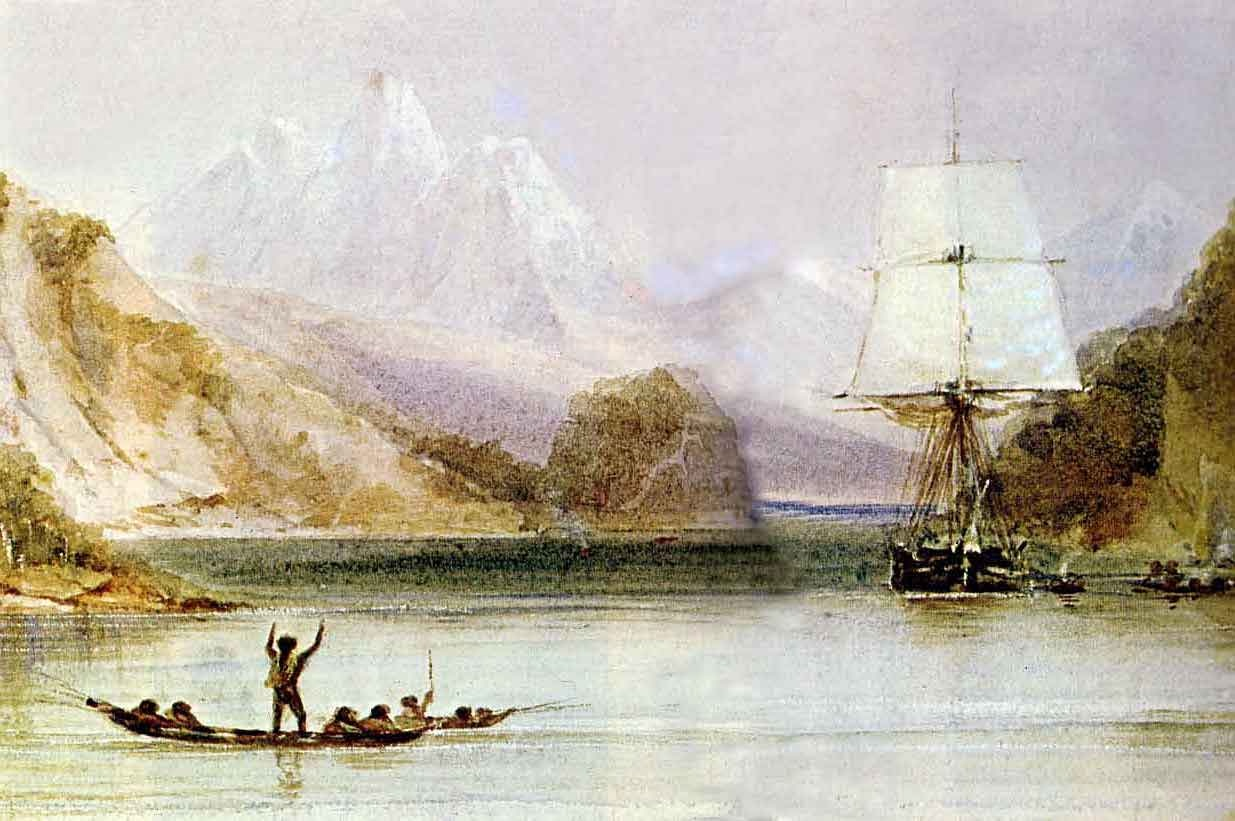
«Бигль» у Огненной Земли. Картина Конрада Мартенса

28 апреля 1833 года «Бигль» вернулся в Мальдонадо. Второй раз на Огненную Землю экспедиция вернулась 2 февраля 1834 и пробыла здесь до 5 марта.

### Ла-Плата
24 июля 1833 года «Бигль» отплыл из Мальдонадо и 3 августа стал на рейд против устья реки Рио-Негро. Вот как описывает это место Чарльз Дарвин: 
Это самая большая река на всём протяжении от Ла-Платы до Магелланова пролива. Она впадает в море миль за триста южнее эстуария Ла-Платы. Около пятидесяти лет назад, ещё при испанском правлении, здесь была основана небольшая колония, на восточном побережье Америки это до сих пор самое южное место, где живут цивилизованные люди.
С начала заезда Дарвин осмотрел и описал окрестные земли, изучил их геологию, посетил посёлок Кармен-де-Патагонес вверх по реке, где были разрушенные во время нападений индейцев здания. Это его заинтересовало, и он от жителей, которые остались живыми, стал собирать сведения об этом нападении и индейцах. Также его внимание привлекли солёные озера Салинес в 28 км от поселения. Он исследовал их флору и фауну, описал несколько видов водорослей и ракообразных, обитавших там. 10 августа Дарвин решил провести экскурсионный поход на лошадях в город Баия-Бланка, расположенный между Буэнос-Айресом и устьем реки Рио-Негро. За время экскурсии учёный собрал немало информации о местных животных и растениях, в частности о гуанако, агути Cavia patagonica, сыче Athene cunicularia.

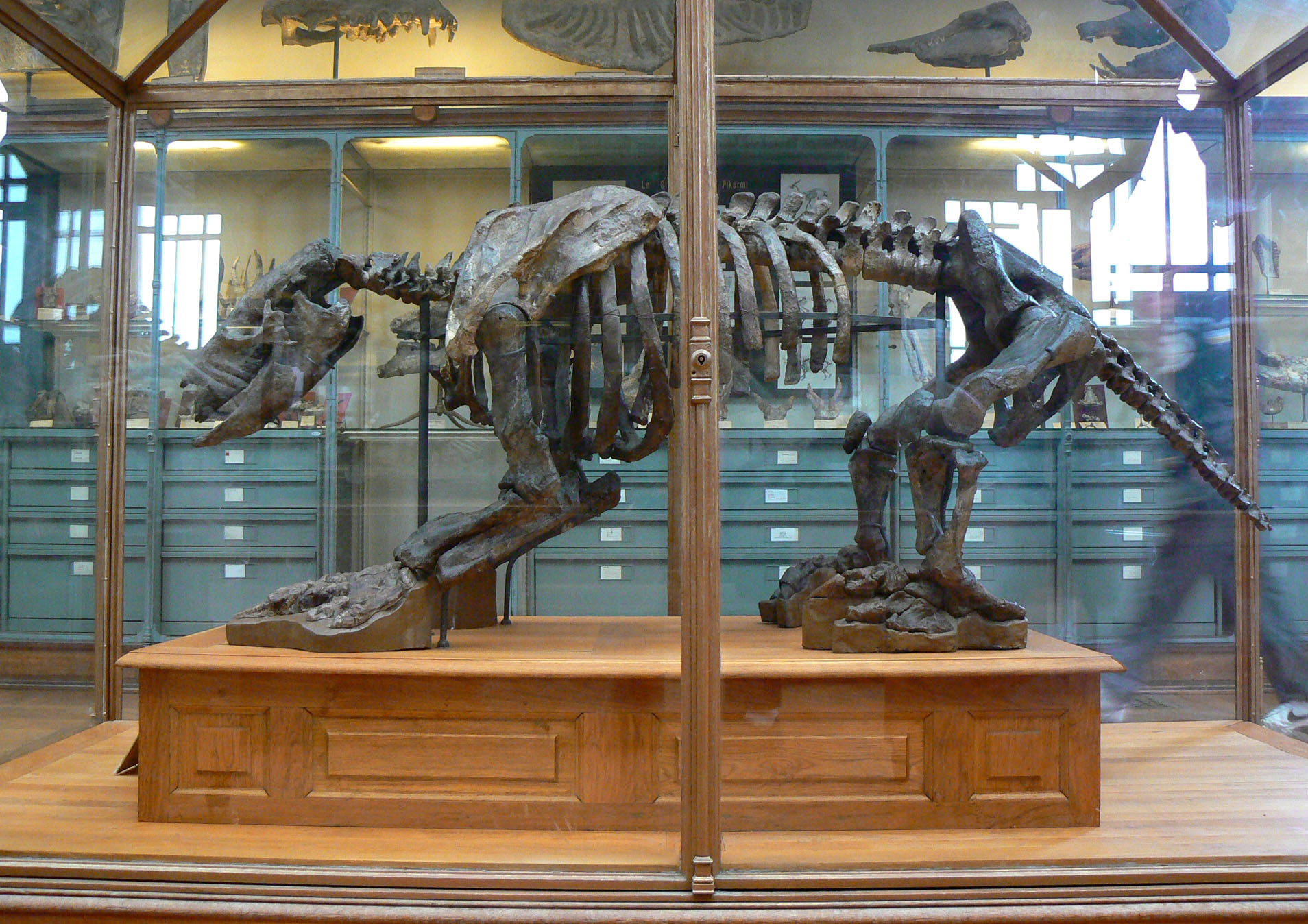
Найденный Дарвином скелет Scelidotherium

24 августа «Бигль» прибыл в Баия-Бланку и через неделю отплыл на север к Ла-Плате. Дарвин остался на суше и решил проехать этот путь до Буэнос-Айреса на лошадях. Дорогой учёный описывал окружающие территории, их рельеф, флору и фауну, в том числе южноамериканского нанду Дарвина и многих других видов птиц. В Пунта-Альте он исследовал тектонический разрез с многочисленными остатками гигантских животных и нашёл несколько скелетов: мегатерия (Megatherium), мегалоникса (Megalonyx), сцелидотерия (Scelidotherium), милодона (Mylodon darwinii), макраухении (Macrauchenia), токсодона (Toxodon darwinii). На пути в столицу Аргентины Дарвин пересёк горный массив Сьерра-де-ла-Вентана и реки Рио-Саус, Рио-Тапальгуен и Рио-Саладо. 20 сентября он прибыл в Буэнос-Айрес, в котором провёл неделю, и 27 сентября отправился на северо-запад в город Санта-Фе. 
Сам Буэнос-Айрес — большой город, и, я думаю, одно из наиболее правильно построенных мест в мире. Каждая улица идёт под прямым углом к той, которую она пересекает, а параллельные улицы расположены через одинаковые промежутки, и дома образуют сплошные прямоугольные кварталы одинаковых размеров, так называемые квадры…
После Буэнос-Айреса, 28 сентября, Дарвин прибыл в город Лухан, потом побывал в Арека. В пампасах натуралист наблюдал за местными животными, в частности вискашами. 30 сентября Дарвин выехал к реке Паране, а 3 октября прибыл в Санта-Фе. Из-за небольшой болезни он два дня пролежал в постели. 5 октября натуралист переправился через Парану в Санта-Фе-Бахаду, где пробыл 5 дней. Здесь Дарвин занялся раскопками древних остатков гигантских животных: похожего на броненосца глиптодона (Glyptodon clavipes) и вымершей лошади (Equus curvidens). 12 октября учёный из-за болезни был вынужден отплыть по реке Парана назад в Буэнос-Айрес, куда прибыл 20 октября, но от устья реки до города ради скорости он прошёл этот путь на лошадях. По прибытии Дарвина не хотели сначала пускать в Буэнос-Айрес из-за переворота, который устроили сторонники генерала Росаса. Благодаря дружбе с генералом учёного всё же пропустили.

### Уругвай

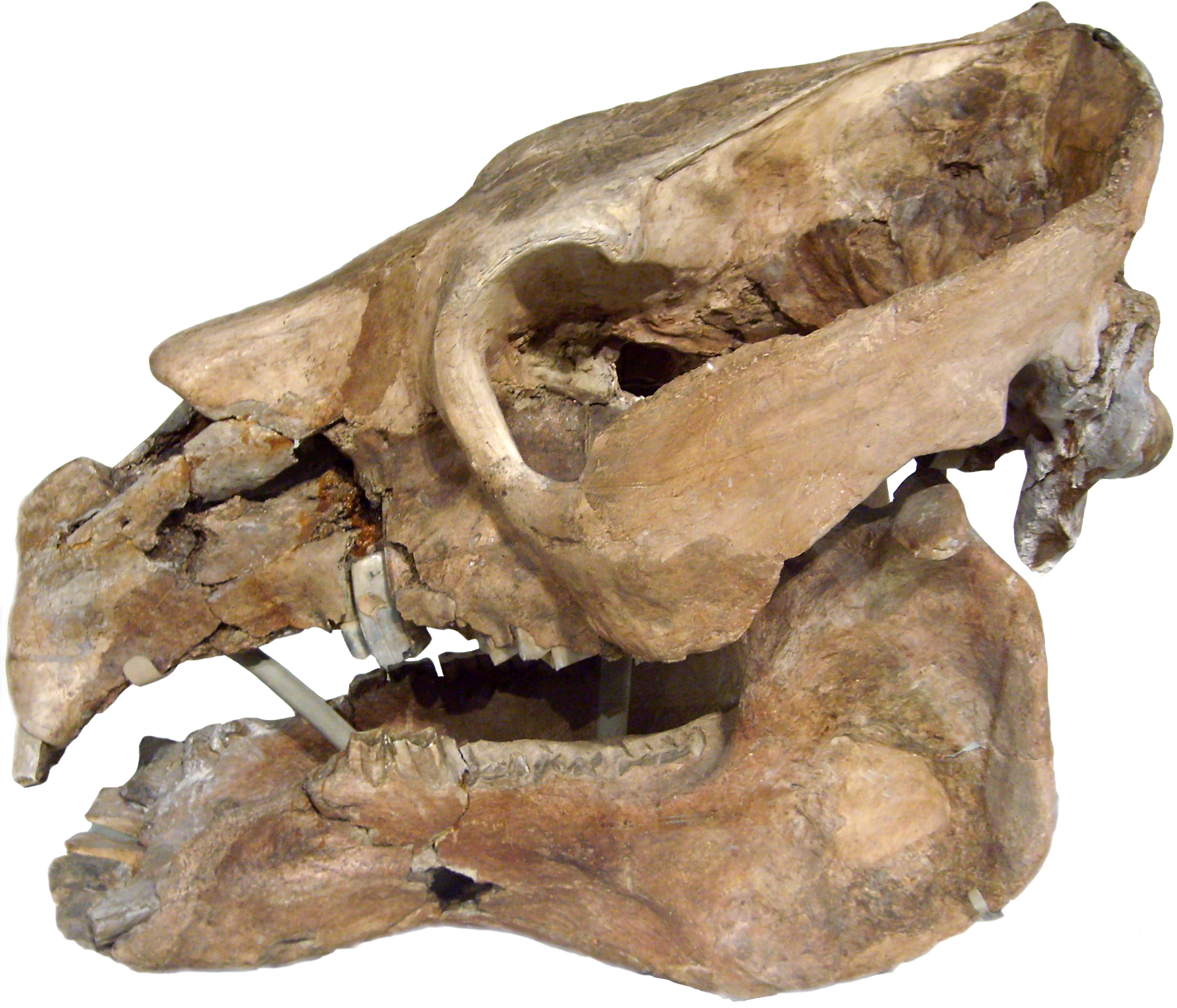
Череп токсодона

После задержки на две недели в Буэнос-Айресе Дарвин отплыл на почтовом судне в Монтевидео, столицу Уругвая. «Бигль» стоял там на якоре. Воспользовавшись его задержкой, учёный спланировал себе ещё одну экскурсию по стране. 14 ноября он выехал в Колония-дель-Сакраменто, городок на северном берегу Ла-Платы, напротив Буэнос-Айреса. Переезд растянулся на 3 дня, и 17 ноября Дарвин был на месте. Здесь он наблюдал за быками очень редкой породы, которых в Уругвае и Аргентине называют ньята. Они были очень похожи на вымерших в Индии жвачных животных — сиватериев, поэтому череп, который натуралист нашёл, был очень ценным. 19 ноября экскурсия прибыла в город Лас-Векас, расположенный в устье реки Уругвай. Оттуда они направились на север, в город Мерседес на реке Рио-Негро, притоке Уругвая. Пробыв там несколько дней, экскурсия вернулась обратно в Монтевидео, но уже по прямой. По дороге Дарвин заехал на одно ранчо, где приобрёл у хозяина череп вымершего животного токсодона. 28 ноября учёный прибыл в Монтевидео, откуда 6 декабря на корабле «Бигль» отплыл на юг, в Патагонию.

### Патагония
По дороге в Патагонию Дарвин исследовал насекомых, которые находились в воздухе над морем или же в самой воде далеко от берега, и других членистоногих, в первую очередь ракообразных. 23 декабря экспедиция прибыла в бухту Желание (южнее современного города Комодоро-Ривадавия), где были руины старого испанского поселения. Сойдя на берег, Дарвин стал исследовать местную флору и фауну. Его внимание привлекли насекомые, пресмыкающиеся и птицы, а также гуанако. Описав геологию и рельеф Патагонии, учёный пришёл к мысли об особой истории этого края. 9 января 1834 года «Бигль» бросил якорь в бухте Сан-Хулиана, что в 210 км южнее. Здесь Дарвин исследовал разнообразие насекомых на солёных озёрах-лагунах. Также был найден скелет вымершего животного — макраухении (Macrauchenia patagonica). Пробыв в бухте 8 дней, экспедиция двинулась дальше на юго-восток, до Фолклендских островов.

### Фолклендские острова

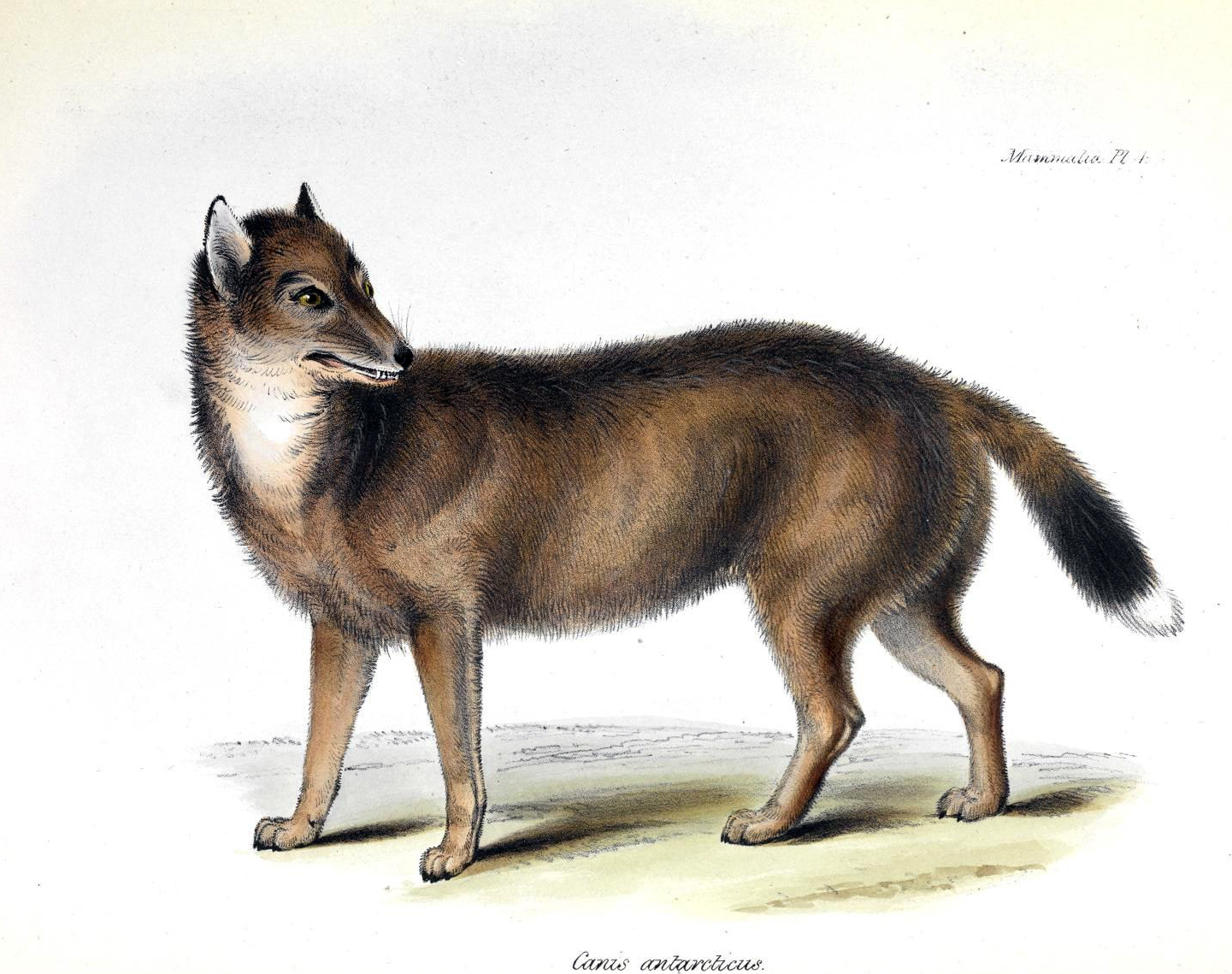
Фолклендская лисица

1 марта 1833 и 16 марта 1834 «Бигль» становился на якорь в заливе Баркли, что возле острова Восточный Фолкленд. Именно во второй поездке на корабле присутствовал Дарвин. С двумя аргентинцами учёный совершил небольшую экскурсию-прогулку по острову. Во время неё Дарвин исследовал его геологию и рельеф, описал бедный мир флоры и фауны. На острове натуралист встретил табун диких лошадей, в 1764 году завезённых сюда французами, и стада коров. Среди эндемиков была описана фолклендская лисица и несколько видов птиц: обыкновенная каракара (Caracara plancus), пингвин Aptenodytes demersa, гуси: Anas magellanica, Anas brachyptera и Anas antarctica. Дарвин наблюдал и за «кораллинами» — морскими коралловидными животными (преимущественно гидроидные и мшанки), которых он относил к ныне устаревшим родам Flustra, Eschara, Cellaria и Crisisa. 6 апреля «Бигль» отплыл на запад, к реке Санта-Крус.

### Санта-Крус
13 апреля корабль бросил якорь в устье реки Санта-Крус. Капитан Фицрой решил пройти по реке вверх столько, сколько позволит время. Подниматься вверх по реке против течения было очень сложно, поэтому корабль остался в бухте, а путешествие продолжили на трёх шлюпках. Началось она 19 апреля и продолжалось 3 недели. По дороге к истокам Санта-Крус Дарвин описывал и исследовал геологию Патагонии. 5 мая капитан Фицрой решил возвращаться, пройдя при этом 270 км (общая протяжённость реки 365 км). 8 мая экспедиция вернулась на «Бигль».

### Чили

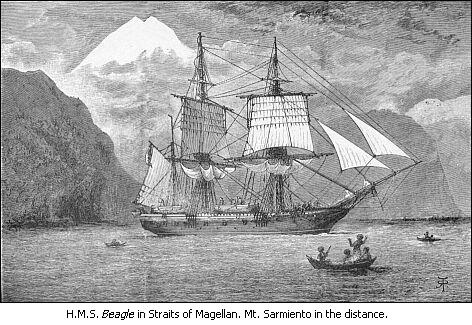
«Бигль» в Магеллановом проливе

В конце мая 1834 года «Бигль» с востока зашёл в Магелланов пролив. У мыса Грегори экспедиция встретила патагонцев — народ достаточно высокорослый. Дарвин описал их и их быт, даже хотел взять троих патагонцев с собой. 1 июня экспедиция прибыла в бухту Голода, где учёный описал рельеф окружающих берегов, местную флору и фауну. Среди растений Дарвин исследовал местные вечнозелёные леса из бука, среди животных — мышеобразных грызунов, туко-туко, тюленей и других зверей, а также птиц. 8 июня «Бигль» отплыл дальше Магеллановым проливом, но последний участок Фицрой решил пройти новооткрытым каналом Магдалены в юго-западном направлении. 10 июня экспедиция вышла в Тихий океан и 28 июня достигла острова Чилоэ. Отсюда начались картографические съёмки западного побережья Южной Америки от полуострова Трес-Монтес на юге до города Кальяо на севере, архипелагов Чилоэ и Чонос.

23 июля «Бигль» бросил якорь в порту города Вальпараисо, главном порту Чили. Здесь экспедиция могла наблюдать за горой Аконкагуа, наивысшей точкой Южной Америки: 
Эта неправильная коническая вершина поднимается выше Чимборасо; в соответствии с измерениями, выполненными офицерами на «Бигле», высота её не менее 23 000 футов. Вообще, Кордильеры, что просматриваются отсюда, большей частью своей красоты обязаны особенностям здешнего воздуха. Когда солнце заходило в Тихий океан, чудесно было наблюдать, как чётко вырисовывались их строгие очертания и как разнообразны и нежные при этом были их оттенки.
14 августа Дарвин провёл экскурсию на лошадях, чтобы геологически исследовать подножия Анд, которые не были покрыты снегом. 15 августа учёный посетил долину Кильйота, 17 августа — поднялся на гору Ла-Кампана, 19 августа прибыл в городок Хахуель, где пробыл неделю. 26 августа Дарвин провёл экскурсию в закрытую долину Гитрон, откуда попал в столицу Чили — Сантьяго. В этом городе он пробыл неделю и 6 августа прибыл в Ранкагуа, 13 августа — в Рио-Клара, откуда повернул на город Сан-Фернандо. 27 августа учёный пошёл в город Вальпараисо и по болезни пробыл там до конца октября. Во время экскурсий по центральному Чили Дарвин проводил ценные для науки наблюдения за рельефом, геологией и климатом местности. Меньшее внимание он уделял вымиранию видов.

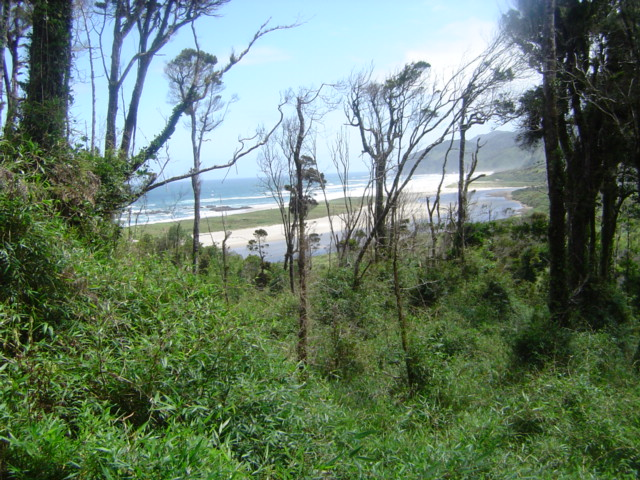
Вальдивийские леса острова Чилоэ

10 ноября «Бигль» отплыл на юг для картографических съёмок и 21 ноября прибыл в город Сан-Карлос, главный город острова Чилоэ. 24 ноября две шлюпки под командованием лейтенанта Саливана были направлены для съёмки восточного побережья, сам «Бигль» занимался съёмкой западного и южного берегов острова, Дарвин прошёл остров на лошадях сначала в северной части, а 30 ноября прибыл на восток, где встретился со всей экспедицией. 1 декабря корабль отплыл к острову Лемуй, затем до острова Сан-Педро. 10 декабря «Бигль» направился на юг и 13 декабря достиг архипелага Чонос. Пробыв там до 18 декабря, корабль повернул на юг и 30 декабря достиг полуострова Трес-Монтес. 7 января 1835 экспедиция вернулась с архипелага Чонос, где пробыла неделю. Дарвин занимался описанием и исследованием геологии островов, при этом не исключая исследования флоры и фауны. Было описано много растений, которые образуют леса на островах: астелия (Astelia), донатия (Donatia), мирт (Myrtus), водяника (Empetrum), ситник (Juncus), среди животных — калан, грызуны нутрия и капибара, птицы чеукау, буревестники и пищухи.
15 января «Бигль» вышел из гавани Лоу, что на севере архипелага Чонос, и через 3 дня бросил якорь второй раз в бухте порта Сан-Карлос на острове Чилоэ. 19 января экспедиция наблюдала извержение вулкана Осорно, которое совпало с извержением Аконкагуа и Косегуины. Это Дарвина очень заинтересовало, ведь вулкан Косегуина не извергался 26 лет, а Аконкагуа вообще проявлял активность очень редко. Капитан Фицрой проводил съёмки вдоль западного берега острова, а Дарвин пересёк его с востока в меридиональном направлении. По пути он посетил озеро Кукао и поселение индейцев. 4 февраля «Бигль» отплыл от Чилоэ на север и 8 февраля прибыл в Вальдивию. 11 февраля Дарвин провёл небольшую экскурсию по окрестностям, 20 февраля стал свидетелем землетрясения, сильнейшего в этом городе за всю его историю. 4 марта экспедиция прибыла в порт Талькауано города Консепсьон, где после землетрясения остались только руины. Пробыв здесь 3 дня, корабль отплыл в Вальпараисо, и 11 марта бросил якорь в его порту. Дарвин отбыл в Сантьяго, откуда намеревался провести поход через Анды до аргентинского города Мендоса.

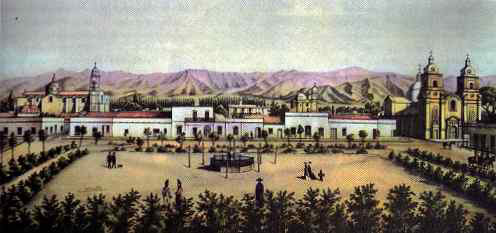
Город Мендоса в XIX веке

18 марта экспедиция вышла в сторону перевала Портильо. Доро́гой Дарвин вёл записи по исследованиям геологии окружающих гор. 23 марта учёный пересёк перевал и начал спуск крутым восточным склоном Анд. 27 марта экспедиция достигла города Мендоса, а 29 марта повернула назад, но уже через перевал Успальята, который находился немного севернее. 1 апреля Дарвин перешёл перевалом, 4 апреля достиг Моста Инков и 10 апреля прибыл обратно в Сантьяго. Через несколько дней он вернулся в Вальпараисо, где встретился с кораблём «Бигль».
27 апреля Дарвин организовал новую экспедицию на север страны, а именно по маршруту Вальпараисо — Кокимбо — Уаско — Копьяпо. Именно в Копьяпо его должен был забрать капитан Фицрой и оттуда направиться на север до Галапагосских островов. Сначала путь проходил вдоль тихоокеанского побережья, но затем повернул вглубь Чили, пересекая долины многих рек. 14 мая Дарвин добрался до Кокимбо, где описал геологию местных террас, сложенных из остатков древних моллюсков. 2 июня экспедиция достигла Уаско, где прошла пустынными равнинами и стала свидетелем ещё одного землетрясения, а 22 июня — Копьяпо. Поскольку «Бигль» ещё не прибыл в порт, Дарвин провёл небольшое путешествие в Анды, и 1 июля вернулся. 4 июля прибыл корабль, который на следующий день отплыл из Копьяпо.

### Перу
12 июля экспедиция прибыла в перуанский город Икике, Дарвин осмотрел окрестные земли. 19 июля «Бигль» прибыл в Кальяо, главный порт страны, расположенный вблизи столицы — Лимы. Совершив экскурсию по окрестностям, Дарвин впервые увидел и описал такое явление как Эль-Ниньо. Пробыв в Перу в начале сентября, экспедиция 7 сентября двинулась на северо-запад до Галапагосских островов.

### Галапагосские острова

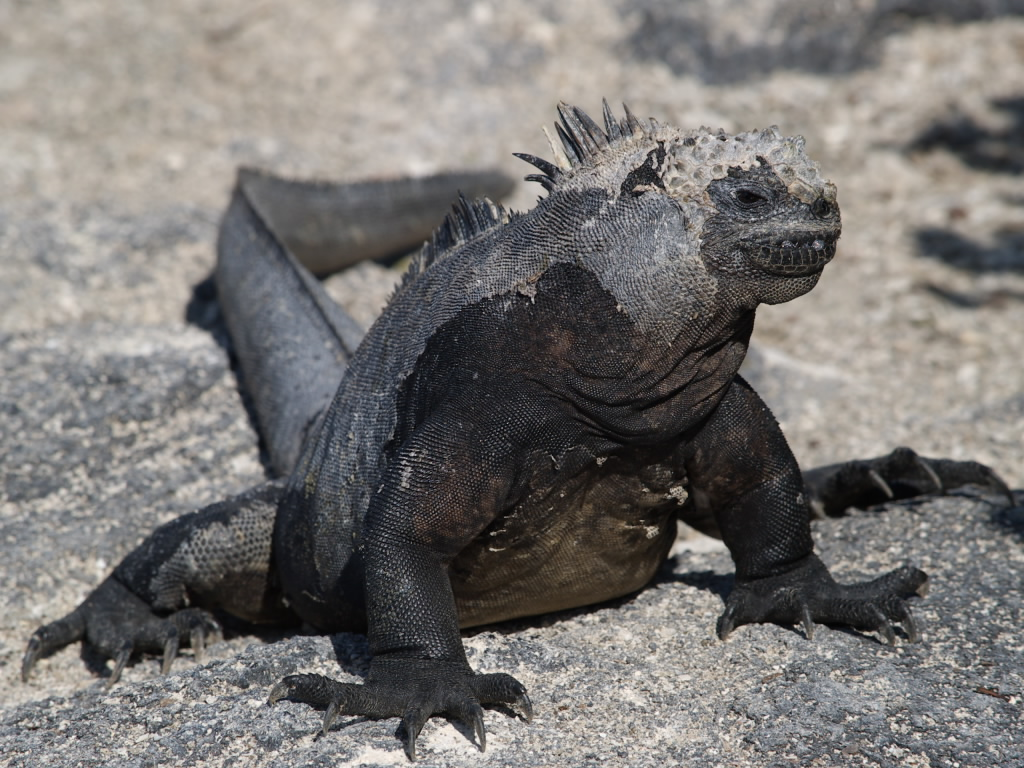
Морская игуана

С 15 сентября по 20 октября «Бигль» простоял на Галапагосских островах, проводя там картографические съёмки. Дарвин исследовал геологию и биологию островов. 17 сентября он высадился на острове Чатем (Сан-Кристобаль), где описал местную флору, в частности его заинтересовал один кустарник семейства молочайных. 23 сентября Дарвин побывал на острове Чарльз (Флореана). 29 сентября корабль проплыл рядом с крупнейшим островом Альбемарл (Исабела) и попал в бурю между ним и островом Нарборо (Фернандина). 8 октября экспедиция прибыла на остров Джеймс (Сантьяго).
Проведя многочисленные исследования местной флоры и фауны, Дарвин описал её и собрал довольно большую коллекцию животных и растений. Из млекопитающих он поймал мышь, из птиц собрал 26 экземпляров, в том числе каракару и сплюшку. Дарвин исследовал разнообразную группу родственных птиц, распространённых на островах, которых он назвал земляные вьюрки (Geospiza, сем. Thraupidae) (сейчас этих птиц часто называют дарвиновыми вьюрками). Благодаря наблюдению за разнообразием этих птиц у Дарвина впервые возникла идея об изменяемости видов. Среди пресмыкающихся-эндемиков он выделил игуан рода Amblyrhynchus, которые отличались тем, что могли плавать в море. Собрав почти полную коллекцию местных насекомых, Дарвин пришёл к выводу, что не видел более бедной по составу их фауны местности в мире.

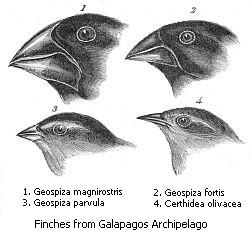
Дарвиновы вьюрки

Таблица количества видов животных на Галапагосских островах:
| Остров    | Все виды | Общие виды | Эндемики островов | Эндемики данного острова |
| --------- | -------- | ---------- | ----------------- | ------------------------ |
| Джеймс    | 71       | 33         | 38                | 30                       |
| Альбемарл | 46       | 18         | 26                | 22                       |
| Чатем     | 32       | 16         | 16                | 12                       |
| Чарльз    | 68       | 39         | 29                | 21                       |

### Австралия и Океания
Закончив съёмку Галапагосских островов, «Бигль» направился на запад, к острову Таити. Пройдя острова Туамоту, экспедиция прибыла на Таити 15 ноября. Дарвин имел возможность изучить геологию коралловых островов и рифов, что послужило материалом для написания его книги «Строение и распределение коралловых рифов». 22 ноября учёный имел возможность побывать в столице Французской Полинезии — Папеэте. Вожди Таити пригласили капитана Фицроя в свою резиденцию. Они расспрашивали его о международных обычаях и законах, касающихся использования кораблей и относительно иностранцев. По некоторым пунктам сразу же выдавались соответствующие законы для Таити. После этого капитан Фицрой пригласил на корабль таитянскую королеву Помаре, которая посетила его 25 ноября.
На следующий день, 26 ноября, «Бигль» отчалил из Папеэте и направился к Новой Зеландии, куда прибыл только 21 декабря. Корабль бросил якорь в бухте Айлендс, что на севере Северного острова. Дарвин имел возможность изучить геологию острова и его рельеф. Он исследовал небольшие холмы, которые аборигены маори использовали как укрепление и называли их «па». Учёный провёл экскурсию по острову в городок Уаимате, затем поднялся вверх по реке Кауаи-Кауаи и прошёл в посёлок Уаиомио, где он описал необычные скалы. 30 декабря экспедиция вышла из бухты Айлендс и направилась в Австралию.
12 января 1836 года корабль «Бигль» прибыл в бухту Джексон, в Сиднее, Австралия. Дарвин сразу же, вечером дня заезда, прошёлся по городу и окрестностям. 16 января он организовал экскурсию на запад до Батерста, и уже через день он был у подножия Голубых гор. По дороге он заезжал в несколько ферм, наблюдал за местной фауной. Она поразила его своей странностью и своеобразием. Дарвин был восхищён утконосом и кенгуру. 22 января он решил вернуться и 30 января на корабле отплыл до Хобарта, что на острове Тасмания.
5 февраля экспедиция прибыла в залив Сторм на Тасмании. Дарвин собрал информацию о туземцах, о том как их выселяли с родного острова и переселяли на небольшой остров Флиндерс, что в Бассовом проливе. 7 февраля «Бигль» отплыл на запад и 6 марта достиг залива Короля Георга, что на юго-западной окраине материка. Пробыв там 8 дней, учёный исследовал остатки коралловых рифов на суше. 14 марта корабль взял курс на Кокосовые острова в Индийском океане.

### Индийский океан и Африка
1 апреля экспедиция достигла Кокосовых островов. Дарвин исследовал местную флору и пришёл к выводу, что всю её занесли сюда волны с севера, что она состоит всего из 20 видов дикорастущих растений, относящихся к 19 различным родам 16 разных семейств. Среди животных, которых было меньше, чем растений, учёный описал завезённых сюда крыс, нескольких голенастых птиц, ящерицу, 13 видов пауков, одного жука и кокосового краба (Birgos latro).
12 апреля «Бигль» вышел из лагуны и направился на запад до острова Маврикий. 29 апреля экспедиция достигла его северного мыса. 1 мая Дарвин провёл экскурсию по Маврикию, описав геологию и рельеф этого вулканического острова. Два дня он отдыхал в поместье капитана Ллойда, который был известен своими картографическими съёмками Панамского перешейка. 5 мая учёный вместе с капитаном совершили поход к Чёрной речке, чтобы осмотреть поднятые коралловые породы. 9 мая «Бигль» покинул порт Порт-Луи и направился к мысу Доброй Надежды.
31 мая экспедиция «Бигля» прибыла к южной оконечности Африки — мысу Доброй Надежды и остановилась в бухте Саймонс, что возле Кейптауна. На следующий день, 1 июня, Дарвин совершил поход вглубь Южной Африки. Он осмотрел окружающие территории, но не исследовал флору или фауну.

### Возвращение
16 июня капитан Фицрой вывел корабль из Южной Африки, и уже 8 июля экспедиция достигла острова Святой Елены. Дарвин провёл ряд экскурсий по острову и сделал несколько исследований местной флоры. Его внимание привлекли эндемичные виды моллюсков, большинство из которых были вымершими. Была собрана коллекция ракушек из 16 видов, 7 из которых — эндемики. Учёный обратил внимание и на местных птиц. 19 июля «Бигль» прибыл на остров Вознесения, на котором учёный нашёл чёрных крыс, завезённых сюда мореплавателями. 23 июля экспедиция отчалила с острова и взяла курс на Бразилию, город Сальвадор, штат Баия.
1 августа Дарвин прибыл в Бразилию и, пробыв там 4 дня, провёл ряд долгих прогулок. 6 августа «Бигль» вышел из гавани г. Сальвадор и направился на северо-восток до островов Зелёного Мыса. Однако из-за бурь и встречных ветров он должен был 12 августа зайти в гавань города Ресифе, штат Пернамбуку. Пробыв в Бразилии ещё неделю, экспедиция 19 августа всё же покинула берега Южной Америки.
21 августа «Бигль» пересёк экватор и уже 31 августа бросил якорь в порту города Прая, что на островах Зелёного мыса. 4 сентября корабль отправился на север до Азорских островов, куда прибыл только 20 сентября. Там экспедиция провела 4 дня, после чего отплыла на север в Великобританию. 2 октября «Бигль» прибыл в порт Фалмут, где Дарвин сошёл на берег, а корабль поплыл дальше, к Девонпорту.

Из последних строк Дарвина в книге «Путешествие натуралиста вокруг света на корабле „Бигль“»: 
Наконец отмечу, что, на мой взгляд, для молодого натуралиста не может быть ничего лучше путешествия в дальние страны. Оно одновременно и обостряет, и частично успокаивает эту потребность и жажду, которые, как отметил сэр Дж. Гершель, человек чувствует даже тогда, когда все физические потребности он полностью удовлетворил.

## Плоды путешествия

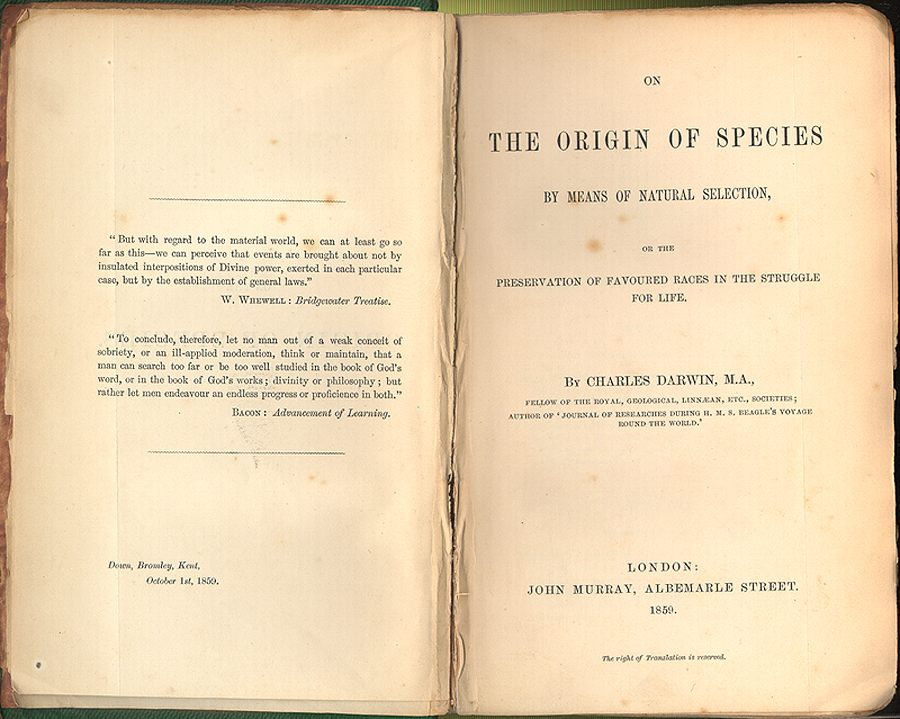
Титульный лист «Происхождения видов»

Огромный фактический материал по геологии и зоологии, собранный Дарвином во время путешествия и в дальнейшем обработанный как им самим, так и другими исследователями, лёг в основу ряда капитальных произведений:
- «Зоологические результаты путешествия на «Бигле»» (1839—1843) — 5 томов, под редакцией самого Дарвина
- геологические результаты путешествия, 3 тома:
  - «Строение и распределение коралловых рифов» (1842)
  - «Геологические наблюдения над вулканическими островами» (1844)
  - «Геологические наблюдения в Южной Америке» (1846)
- монография о современных ископаемых усоногих раках, 4 тома (1851—1854)
- большое количество статей по геологии, зоологии и другим вопросам, опубликованных в журналах (1837—1858)
- «Путешествие натуралиста вокруг света на корабле «Бигль»» (1839) — впервые была переведена на русский язык в 1871 году Е. Бекетовой
- «Автобиография»
- «Происхождение видов» (1859)

Цитата из книги «Происхождение видов»: 
Путешествуя на корабле «Бигль» как натуралист, я был поражён некоторыми фактами, которые касались распределения органических существ в Южной Америке, и геологическим отношением между прошлыми и современными жителями этого континента. Факты эти… освещают в некоторой степени происхождение видов — эту тайну из тайн…
Однако большой результат путешествия Дарвина стал известен миру только через 23 года после возвращения учёного на родину, в 1859 году, когда вышло его «Происхождение видов». Достаточно большое значение приобрели окаменелые останки ископаемых животных, найденные Дарвином. Сейчас они экспонируются в крупных музеях Европы и США и имеют высокую ценность в науке.